# Bernardo II de Haldensleben
Bernardo II de Haldensleben (en latín, Bernardus Haldenslevensis, m. 1044/51) fue un margrave de la Marca del Norte (1018/36-1044/51).

## Biografía
Era hijo de Bernardo I de Haldensleben. Entre 1018 y 1036 se convirtió en margrave de la Marca del Norte como sucesor de su padre.
Dado que ambos no se pueden distinguir en los documentos, es posible que hubiese un solo margrave Bernardo.
Se le menciona por última vez en un documento de 1044, en 1051 aparece su sucesor.